# The Pall Mall Magazine

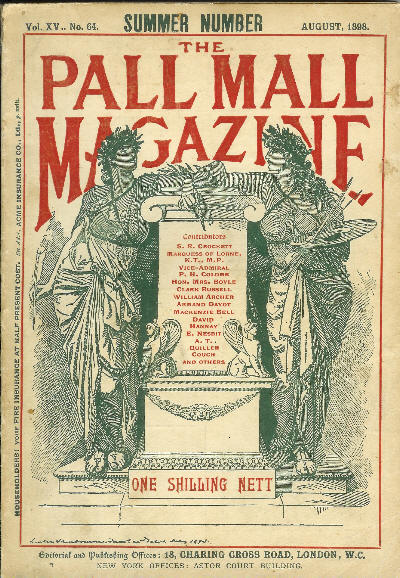
Copertina di Pall Mall Magazine, numero di agosto 1898

The Pall Mall Magazine è stata una rivista letteraria fondata da William Waldorf Astor e pubblicata a Londra, con periodicità mensile, dal 1893 al 1914.

## Storia
The Pall Mall Magazine nacque come supplemento del quotidiano Pall Mall Gazette per iniziativa di William Waldorf Astor, l'uomo politico e finanziere statunitense che fu ambasciatore americano a Roma e che nel 1891 si trasferì nel Regno Unito e acquistò il Pall Mall Gazette. The Pall Mall Magazine somigliava alle riviste letterarie statunitensi: pubblicava infatti opere narrative (fra cui poesie, racconti, romanzi a puntate) o culturali (resoconti di viaggi, critiche d'arte) fornite di illustrazioni, per lo più in stile preraffaellita. La rivista fu diretta da prestigiosi giornalisti ed ebbe importanti collaboratori, fra cui Algernon Swinburne, Rudyard Kipling, Jack London e soprattutto Joseph Conrad. Nel 1912 The Pall Mall Magazine Waldorf Astor vendette la rivista al gruppo statunitense Hearst Corporation il quale, con lo scoppio della prima guerra mondiale (1914), la fuse con il Nash's Magazine dando origine al Nash's Pall Mall Magazine.

## Direttori
- Sir Douglas Straight (1893-1896)
- Lord Frederic Hamilton (1893-1900)
- George Halkett (1901-1905)
- Charles Morley (1905-1914)